# Inowrocław Mątwy
Inowrocław Mątwy – nieczynna stacja kolejowa w Inowrocławiu, w dzielnicy Mątwy, w województwie kujawsko-pomorskim. Budynek został zaadaptowany do celów mieszkalnych.